# クアッチ

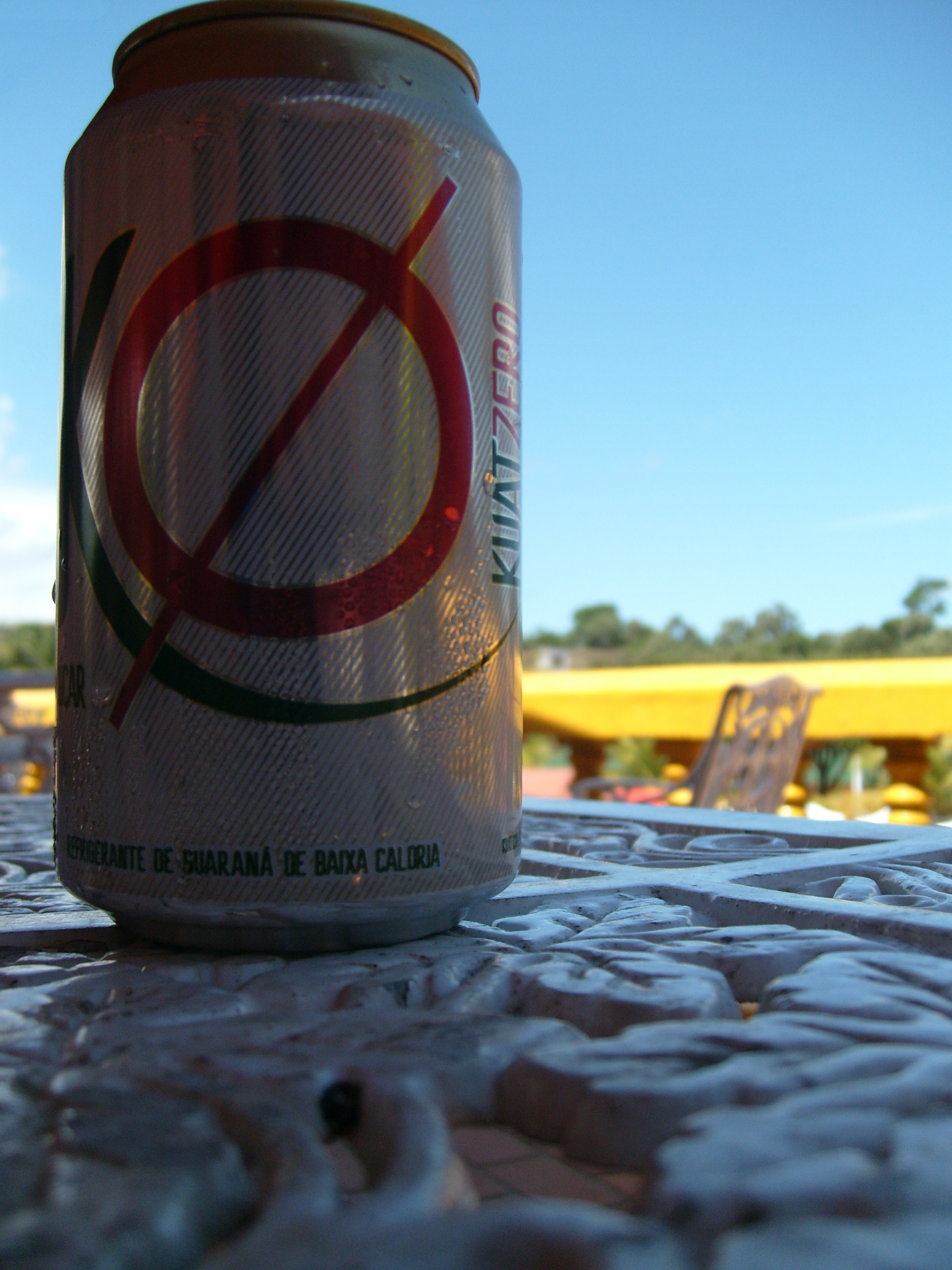
クアッチ・ゼロの缶

クアッチ（ポルトガル語: Kuat）は、ブラジルの国民的炭酸飲料。
1997年にブラジルで販売開始されたガラナ炭酸飲料である。ブラジルでは、食事との相性が良いことや、リフレッシュに適した飲料として、幅広い層に人気がある。ブラジル以外でも、メキシコやベネズエラなど中南米諸国で販売されており、日本では日本コカ・コーラとセブン&アイ・ホールディングスから2014年に発売された。